# Bikini (ban nhạc Hungary)
Bikini là một ban nhạc rock Hungary.

## Thành viên
- Lajos D. Nagy - giọng hát
- Péter Lukács - guitar
- Alajos Németh - bass
- Dénes Markovics - saxophone, keyboard
- Viktor Mihalik - trống

## Danh sách đĩa nhạc
- "Hova lett..." ("What Has Come Of...") (1983)
- "XX. századi híradó" ("20th Century News") (1984)
- "Ezt nem tudom másképp mondani" ("I Can't Say This Another Way") (1985)
- "Mondd el" ("Tell Me") (1987)
- "Ha volna még időm" ("If I Had Time") (1988)
- "Bikini" (compilation album) (1988)
- "Közeli helyeken" ("In Nearby Places") (1989)
- "Temesvári vasárnap" ("Sunday in Temesvár") (1990)
- "A sötétebbik oldal" ("The Darker Side") (1991)
- "Izzik a tavaszi délután" ("The Spring Afternoon is Glowing")(1992)
- "Búcsúkoncert" ("Farewell Concert") (live album) (1993)
- "Aranyalbum" ("Golden Album") (compilation album) (1996)
- "A szabadság rabszolgái" ("Slaves of Freedom") (1997)
- "Körutazás a Balkánon" ("Tour Around the Balkans") (live album) (1998)
- "A világ végén" ("At the End of the World") (1999)
- "Gyémánt" ("Diamond") (compilation album) (2000)
- "Nem lesz ennek jó vége" ("It Won't End Happily") (2000)
- "Álomból ébredve" ("Waking Up from a Dream") (2002)
- "Angyali üdvözlet" ("Annunciation") (2004)
- "Őrzöm a lángot" ("I Guard the Flame") (2007)
- "Best of Bikini" (compilation album) (2009)
- "Elmúlt Illúziók" ("Passed Illusions") (2011)